# اعتلال الأعصاب المحيطية
اعتلال الأعصاب المحيطية (بالإنجليزية: Peripheral neuropathy) الذي يُشار إليه اختصارًا بمصطلح اعتلال الأعصاب، هو مصطلح عام يصف مرضًا يُصيب الأعصاب المحيطية، وهي الأعصاب التي تسير بعيدًا عن الدماغ والنخاع الشوكي. يمكن أن تُسبب أذية الأعصاب المحيطية اضطرابًا في الحس أو الحركة أو وظيفة الغدد أو الأعضاء تبعًا للعصب المصاب؛ بمعنى آخر، يؤدي اعتلال الأعصاب الذي يُصيب الأعصاب المحركة أو الحسية أو الذاتية إلى ظهور أعراض مختلفة. يمكن أن يصاب أكثر من نوع من الأعصاب في وقت واحد. قد يكون اعتلال الأعصاب المحيطية حادًا (ذو بدء مفاجئ وترقٍ سريع) أو مزمنًا (تبدأ الأعراض بشكل مخاتل ويترقى ببطء)، وقد يكون عكوسًا أو دائمًا.
تتضمن الأسباب الشائعة كلًا من الأمراض الجهازية (مثل الداء السكري أو الجذام) وعملية الغلوزة (ضم السكر) اللا إنزيمية الناجمة عن فرط سكر الدم (هو عملية ربط السكر الموجود في الدم الجائل مع الدسم أو البروتينات دون تواسط الإنزيمات) ونقص الفيتامينات واستخدام بعض الأدوية (مثل العلاج الكيماوي أو المضادات الحيوية شائعة الاستخدام مثل الميترونيدازول والمضادات الحيوية من زمرة الفلوروكونيولونات، مثل السيبروفلوكساسين والليفاكوين والأفيلوكس وغيرها)، والأذية الرضية (بما فيها نقص التروية) والعلاج الشعاعي والاستهلاك المفرط للكحول وأمراض الجهاز المناعي والداء البطني (الداء الزلاقي) والتحسس الغلوتيني اللا بطني (غير الزلاقي) أو الإصابة ببعض الأخماج الفيروسية. قد يكون الاعتلال وراثيًا أيضًا (موجودًا منذ الولادة) أو مجهول السبب (ليس له سبب معروف).).
من المتعارف عليه في الاستخدام الطبي أن مصطلح اعتلال الأعصاب ("neuro" مشتقة من الجهاز العصبي و"pathy" من المرض) يعني اعتلال الأعصاب المحيطية دون الحاجة إلى تعديله.
يُدعى اعتلال الأعصاب الذي يُصيب عصبًا واحدًا فقط «اعتلال العصب الوحيد»، واعتلال الأعصاب الذي يُصيب الأعصاب المتوضعة في نفس المناطق من كلا جانبي الجسم «اعتلال الأعصاب المتعدد المتناظر» أو «اعتلال الأعصاب المتعدد» فقط. عندما يُصاب عصبان مختلفان أو أكثر في مناطق مختلفة من الجسم يُدعى عندها «التهاب العصب الوحيد المتعدد» أو «اعتلال العصب الوحيد متعدد البؤر» أو «اعتلال العصب الوحيد المتعدد» (نموذجيًا، يُصيب هذا الاعتلال القليل من الأعصاب، ولكنه قد يصيب أحيانًا العديد منها).
قد يُسبب اعتلال الأعصاب تشنجات مؤلمة وتقلصات حزمية (ارتجافات عضلية دقيقة) وضمورًا عضليًا وتنكسًا عظميًا وتغيرات في الجلد والشعر والأظافر. وإضافةً إلى ذلك، قد يُسبب اعتلال الأعصاب الحركية ضعفًا في التوازن والتناسق أو -بشكل أشيع- ضعفًا عضليًا، وقد يُسبب اعتلال الأعصاب الحسية خدرًا في أحاسيس اللمس والاهتزاز، أو نقص الإحساس بالوضعية ما يؤدي إلى زيادة الضعف في التناسق والتوازن، أو نقص الحساسية لتغيرات الحرارة والألم، أو ألمًا عفويًا ناخزًا أو حارقًا، أو ألمًا خيفيًا «ألمًا مخالفًا» (أي ألمًا شديدًا ناجمًا عن منبهات غير مؤلمة في الحالة الطبيعية كاللمس الخفيف)، وقد يؤدي اعتلال الأعصاب الذاتية إلى أعراض مختلفة وذلك اعتمادًا على الغدد والأعضاء المصابة، ولكن تتضمن الأعراض الشائعة ضعف السيطرة على المثانة وشذوذات ضغط الدم أو معدل سرعة القلب وانخفاض القدرة الطبيعية على التعرق.

## التصنيف
يمكن تصنيف اعتلال الأعصاب المحيطية تبعًا لعدد وتوزع الأعصاب المصابة (اعتلال العصب الوحيد أو التهاب العصب الوحيد المتعدد أو اعتلال الأعصاب المتعدد) أو تبعًا لنمط الليف العصبي المصاب بشكل رئيسي (محرك أو حسي أو ذاتي) أو تبعًا لآلية إصابة العصب، مثل الالتهاب (التهاب العصب) أو الانضغاط (اعتلال الأعصاب الانضغاطي) أو العلاج الكيماوي (اعتلال الأعصاب المحيطية المحرض بالعلاج الكيماوي). يمكن تحديد الأعصاب المصابة باختبار تخطيط كهربائية الدماغ (إي إم جي) أو دراسة التوصيل العصبي (إن سي إس، وتدعى أيضًا رسم الأعصاب)، ويوضع التصنيف بعد انتهاء الفحص.
اعتلال العصب الوحيد
هو نمط من اعتلال الأعصاب يُصيب عصبًا واحدًا فقط. من المهم عند التشخيص تمييزه عن اعتلال الأعصاب المتعدد، وذلك لأن إصابة عصب وحيد تُرجّح أن يكون ناجمًا عن رض موضع أو خمج.
يُعد الانضغاط الفيزيائي للعصب السبب الأشيع لاعتلال العصب الوحيد، ويعرف أيضًا باعتلال الأعصاب الانضغاطي. من الأمثلة على ذلك، متلازمة نفق الرسغ وشلل العصب الإبطي. توجد أيضًا أسباب أخرى يمكنها أن تُسبب اعتلال العصب الوحيد، مثل الأذية المباشرة للعصب أو انقطاع ترويته الدموية (الذي يؤدي إلى نقص التروية) أو التهابه.
اعتلال الأعصاب المتعدد
اعتلال الأعصاب المتعدد هو نمط من أذية الأعصاب يختلف تمامًا عن اعتلال العصب الوحيد، ويكون غالبًا أخطر منه ويُصيب أكثر من منطقة في الجسم. يُستخدم أحيانًا مصطلح «اعتلال الأعصاب المحيطية» بشكل اعتباطي للإشارة إلى اعتلال الأعصاب المتعدد.
تُصاب في حالات اعتلال الأعصاب المتعدد عدة خلايا عصبية في أجزاء مختلفة من الجسم، ولا تُصاب جميع الخلايا العصبية في أي من الحالات بصرف النظر عن العصب الذي تمر به.

## الأسباب
- حالات نقص الفيتامينات: فيتامين بي12 (كوبالامين)،[8] فيتامين إي، فيتامين أ، فيتامين بي1 (ثيامين)
- الأمراض الأيضية والغدد الصماء: داء السكري،[8] الفشل الكلوي المزمن، البورفيريا، الداء النشواني، فشل الكبد، قصور الغدة الدرقية[9]
- فرط الكحول
- الأمراض الالتهابية: متلازمة غيلان باريه،[8] الذئبة الحمامية الجهازية، الجذام، متلازمة شوغرين، داء البابسيات، مرض لايم،[8] التهاب الأوعية الدموية،[8] غرناوية. قد يكون التصلب المتعدد سببيا أيضا[8]
- امراض المناعة الذاتية
- التعرض إلى المعادن الثقيلة مثل الزئبق، فرط فيتامين بي6
- أخرى: متلازمة النفق الرسغي، الصدمة الكهربائية، فيروس نقص المناعة البشرية،[8] مرض خبيث
- تعاطي ادوية علاج مرض السرطان قد يسبب في اعتلال عصبي
- يشير الاعتلال العصبي المحيطي مجهول السبب إلى الاعتلال العصبي دون سبب معروف.
- أي مطهر معوي يحتوي على مادة ميترونيدازول مثل الدواء شديد الانتشار فلاجيل.

## الأعراض
قد يعاني أولئك الذين يعانون من أمراض أو اختلالات في أعصابهم بمشاكل في أي من وظائف الأعصاب الطبيعية. تختلف الأعراض اعتمادا على أنواع الألياف العصبية المعنية. من حيث الوظيفة الحسية، تشمل الأعراض عادة أعراض فقدان الوظيفة («السلبية»)، بما في ذلك الخدر، الرعاش، ضعف التوازن، وشذوذ المشية. تشمل أعراض اكتساب الوظيفة (الإيجابية) الوخز، الألم، الحكة، الخدر، والدبابيس والإبر. تشمل الأعراض الحركية فقدان الوظيفة («السلبية») لأعراض الضعف، التعب، ضمور العضلات، وتشوهات المشي؛ واكتساب أعراض التشنجات الوظيفية («الإيجابية»)، ونشل العضلات (ارتجاف حزمي).
في الشكل الأكثر شيوعا، يظهر الاعتلال العصبي المحيطي، الألم، والاحاسيس غير الطبيعية الذي يعتمد على الطول بشكل متناظر وبشكل عام في أطراف أطول الأعصاب، الموجودة في أسفل الساقين والقدمين. تتطور الأعراض الحسية بشكل عام قبل الأعراض الحركية مثل الضعف. تؤدي أعراض الاعتلال العصبي المحيطي التي تعتمد على الطول إلى صعود بطيء للأطراف السفلية، في حين أن الأعراض قد لا تظهر أبدا في الأطراف العلوية؛ إذا حدث ذلك، فسيكون ذلك في الوقت الذي تصل فيه أعراض الساق إلى الركبة. عندما تتأثر أعصاب الجهاز العصبي اللاإرادي، قد تشمل الأعراض الإمساك، جفاف الفم، صعوبة التبول، والدوخة عند الوقوف.

## الآلام
عندما يصل مستوي السكر في الدم لمستويات مرتفعة، يؤدي السكر الي تلف الاعصاب، وترسل هذه الاعصاب التالفة إشارات الي باقي الجسم «إشارات صادرة» هي التي تسبب هذا الالم الرهيب.
الام الاعصاب تعتبر مشكلة خطيرة جداً، حيث انها مؤملة للغاية بالنسبة للمريض، فهي قد تمثل بانك تشاهد سلك كهربائي يخرج شرارة باستمرار وهذا ما يتمثل في الاعصاب والمها.

## العلاج
هناك مادة فعالة، تساعد في زيادة الشعور بالاطراف وتقوية الاعصاب الطرفية، مما يحد من هذا الخطر
وهذه المادة هي بريغابالين (بالإنجليزية: Pregabalin) موجودة على الأقل في هذه الادوية المتوفرة في السوق المصرية
بريكدان ليريكا == فايزر
يعمل هذا الدواء بالالتصاق بالخلايا المتضررة «الخلايا المثارة» والتي ترسل إشارات كهربية متتالية
فيقلل من هذه الاثارة فيخفف الالم
وفي حالة عدم وجود الم، يساعد علي تقوية هذه الاعصاب
علاج الحالات المزمنة، قد لا يزيل المرض، ولكنه كما ذكر، يساعد في تقليل الخطورة والالم
تحذير
منع سحب هذه المادة من الجسم مرة واحدة، حيث انها في هذه الحالة تسبب التهاب في الاعصاب الطرفية بشكل مباشر وحاد، ولذلك تسحب علي فترة ما بين يومين واسبوع
اشارت الابحاث الحديثة ان الادوية المضادة للاكتئاب والمضادة للصرع مفيدة جداً في التحكم في الالام، ولذلك ينصح العديد من الدكاترة المختصين في مجال الاعصاب باخذ بعض الادوية التي
تعالج الصرع.. وخاصة دواء Tegretol
والادوية المحتوية علي مادة gabapentin
وكل هذه الادوية تتميز برخص سعرها بالطبع عن الادوية المحتوية علي مادة البريغاباليني

## المسكنات
حيث ان المسكنات العادية لا تجدي نفعا طويلا في هذه الحالة
ومثل هذا المورفين. ومن المخدرات الشائعة في هذا
Tramal، Tramaul، Nalufin
وهذه تستخدم للاسف في مداواة الم من يعانون السرطان أو العمليات المؤلمة جداً
وهذا هو شدة الالم

## تطور المرض المستقبلية
تتمثل خطورة الموقف في عدم مقدرة المريض بالشعور بضعف الإحساس الا في مرحلة متأخرة منه مما يزيد من صعوبة علاج هذه المشكلة والمرض
ويزيد عليها انه مع التقدم يفقد المريض الإحساس بالاطرف «جزئياً أو كلياً» مما يضعه في مواجهة مع الخطر
يمكن ان يحدث له بعض الجروح التي لا يشعر بها، وتسبب تقرحات، مما تؤدي الي البتر. حدوث تقرحات ومشاكل داخلية، يداويها المسكن، بدون علاج، مما يؤدي الي نفس المسار.

## الوقاية
مرضي السكر لابد علي كل مريض سكر ان يخضع لفحص لدي دكتور باطني أو دكتور مخ واعصاب ليحدد له خطورة هذا الموقف
حيث يحدد له مدي انتشار انعدام الإحساس، سريان الدم في الاطراف، قوة العصب الرئيسي في هذه الاطراف
افراد عاديون من لديه أحد أسباب المرض، فليحاول أن يتجنبها وان كانت نقص في مواد يحتاجها الجسم، فليتزود بها علي قدر الإمكان «مثل فيتامين ب12» ولكن بالكمية التي لا تضره
1. 2 فقط كل اسبوع، في حالة ضعف الاعصاب الطرفية